# 闽江学院
闽江学院，简称闽院，1958年創立於福建省福州市，是位于福建省福州市的一所公办综合性应用型大学。其前身為現中共中央總書記、中華人民共和國主席、中央軍委主席習近平任校長的閩江職業大學。
2002年，经教育部批准，由原福州师范高等专科学校和原闽江职业大学合并组建的综合性本科层次高等学校闽江学院。

## 历史沿革

### 前身各校
福州师范高等专科学校
1958年，福州师范高等专科学校创办。1960年，改称福州师范学院。1961年，建制撤销，并入南平师范专科学校。1978年5月复办，称福州师范大专班。1981年7月，经国务院批准为三年制师范专科学校，复名福州师范高等专科学校。
闽江职业大学
1984年，闽江学院的另一个前身闽江职业大学成立，是一所培养专业技术人才的全日制高等职业专科学校。主要是为省直高干子弟创办的。建校初期，校长由福州市委书记兼任。原设仓山、鼓楼分校。1985年11月，两分校合并。
1986年7月，福州新闻职业专科学校并入。1990年至1996年，时任福州市委书记习近平兼任闽江职业大学校长。2001年，福州工艺美术学校并入。
华侨大学福建音乐学院
1994年3月，是由爱国华侨、音乐家蔡继琨教授创办公有民办二级学院华侨大学福建音乐学院，归华侨大学领导。2010年，蔡继琨将华侨大学福建音乐学院捐赠给福建省人民政府。同年4月16日，福建省人民政府决定，将华侨大学福建音乐学院并入闽江学院。闽江学院音乐系与原华侨大学福建音乐学院整合组建闽江学院蔡继琨音乐学院。

### 重组建校
2002年3月21日，教育部根据《普通高等学校设置暂行条例》和全国高等学校设置评议委员会的评议结果，批准同意在福州师范高等专科学校与闽江职业大学合并基础上建立闽江学院，同时撤销原两所学校的建制。
2010年1月20日晚，福建新华都慈善基金会向闽江学院捐资助学仪式和中央电视台《欢乐中国行·魅力新华都》大型音乐晚会节目先后在闽江学院致远田径场隆重举行。2010年4月16日，华侨大学福建音乐学院并入闽江学院。
2010年6月15日，成立新华都商学院。截至2010年，学院设中文系、外语系、数学系、物理学与电子信息工程系、计算机科学系、旅游系、管理学系、服装与艺术工程系、艺术系、地理科学系、化学与化学工程系、历史学系、法律系、公共经济学与金融学系、蔡继琨音乐学院、交通学院（与中華大學合作）、成人教育学院
软件学院、新华都商学院（与新华都集团联合办校，得到福建新华都慈善基金会资助）、福州服装学院（与西安工程大学合作）海峡学院（闽台合作、中美合作）、爱恩国际学院（中澳合作）。
2019年9月12日，福建省教育厅发布公示，公布省高等学校设置评议委员会拟列入专家考察高校，决定考察该校更名为闽江大学相关事项。2020年11月4日，成立昕影电影学院。

## 机构设置
闽江学院设置下列机构、院系（部）：

| 校部职能部门 - 党政办公室（校友办、审计室） - 纪委（监察专员办） - 党委组织部（党校、机关党委） - 党委宣传部（文明办） - 党委统一战线工作部 - 党委学生工作部（学生工作处） - 工会 - 团委 - 教务处（实验实训管理中心） - 人事处（教师工作部） - 科研处 - 后勤管理处 - 财务处 - 保卫处（人民武装部） - 对外合作交流处 - 资产管理处 - 人才办 - 研究生处 - 发展规划处 | 教学机构 - 新华都商学院‍‍‍‍‍‍‍‍ - 国际数字经济学院 - 经济与管理学院 - 海洋学院 - 人文学院 - 新闻传播学院（凤凰数字媒体学院） - 服装与艺术工程学院 - 美术学院（致道国际漆艺学院） - 蔡继琨音乐学院（昕影电影学院） - 外国语学院 - 法学院 - 数学与数据科学学院（百度大数据创新学院） - 物理与电子信息工程学院 - 计算机与控制工程学院 - 软件学院 - 海峡学院 - 马克思主义学院 - 创新创业创造学院 - 公共体育教学部 - 教师教育学院 - 继续教育学院 - 图书馆 - 现代教育技术中心 - 海洋研究院 控股举办的具有独立法人资格的专科层次职业学校 - 福州墨尔本理工职业学院 |

### 附属学校
闽江学院附属中学创建于1987年，原名福州市第二十八中学、福州师范高等专科学校附属中学，是福州市直属完全中学、省二级达标学校、闽江学院教科研实验基地。学校地处六一中路和群众东路交界处，校园面积52多亩，建筑总面积18,322平方米，绿化面积6,000平方米。现有初、高中46个教学班，2,157多名学生和165位教职员工。

## 校园环境

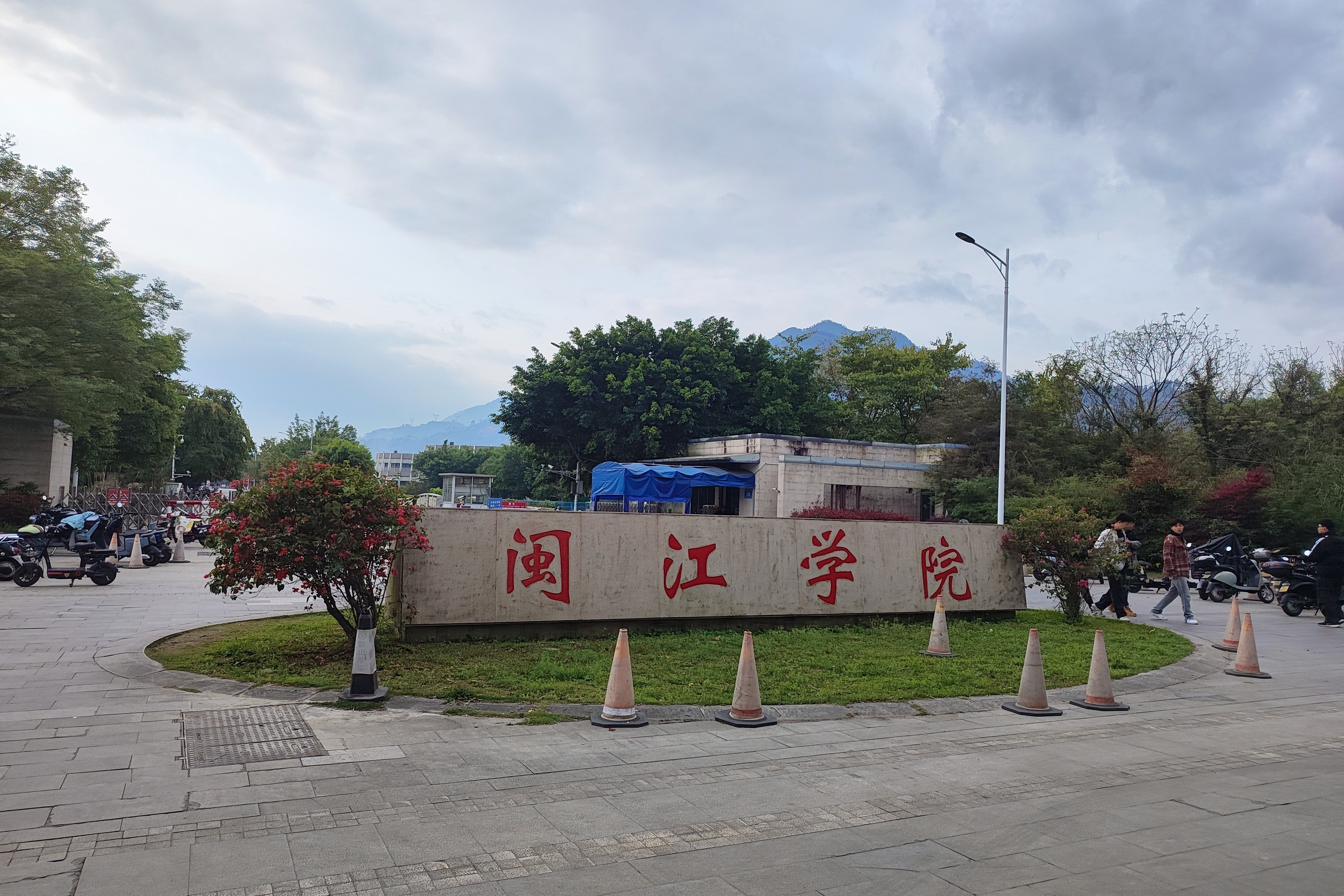
闽江学院旗山校区的北校门

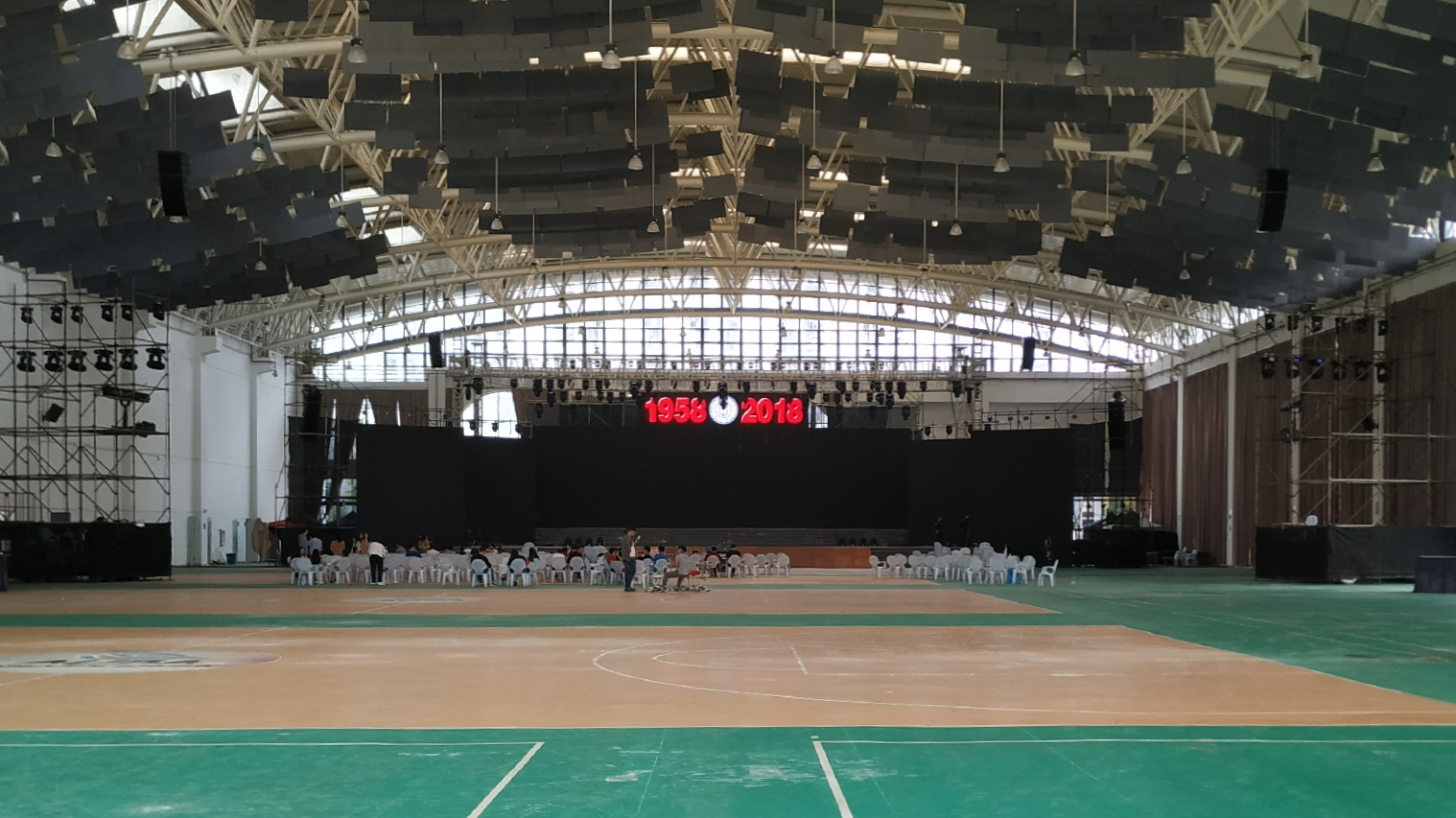
图为闽江学院体育馆内景。

现有福州闽侯上街（大学城本部）、工业路、长乐路、洪塘、首山路（仅包含音乐系）5个校区，现已建有行政大楼、教学实验楼、教学大楼、艺术大楼、学术交流中心、学生公寓等建筑群，拥有图书馆和实验室等公共资源体系。建有广场、文体活动中心、艺术长廊、闽籍院士长廊、校园石刻等景观。

## 校际交流
国内方面，哈尔滨工业大学与闽江学院合作办学；与南京大学开展两校多方位多层次合作；与西安工程大学合作办学。两岸方面，与新竹中华大学、台中逢甲大学、實踐大學签订校际友好合作协议
国际合作方面，与澳大利亚塔斯马尼亚大学合作办学；与加拿大布鲁克大学签署交流合作协议；与波兰科沙林市理工大学签署《友好合作备忘录》；与法国勃艮第大学、南特大学、马来西亚思特雅大学合作。2006年闽江学院院长杨斌率团出访，对丹麦、德国、俄罗斯有关大学进行了工作访问。

## 历任领导

### 前身各校
| 福州师范高等专科学校校长 - 张继中（1958年－1961年） - 石益（1978年－1982年） - 陈汉章（1983年－1985年，代校长） - 俞维诚（1985年－1992年） - 李永燊（1993年－1994年，代校长） - 吴亚俊（1994年－1998年） - 赵麟斌（1998年－2002年） | 闽江职业大学校长 - 袁启彤（1984年－1990年，福建省委常委、福州市委书记兼） - 习近平（1990年－1996年，福建省委常委、福州市委书记兼） - 赵学敏（1996年－1998年，福建省委常委、福州市委书记兼） - 孙芳仲（1998年－2002年） |

### 闽院时期
| 闽江学院党委书记 - 张继中（2002年－2007年，福州市委副书记兼） - 陈永正（2007年－2010年） - 王新民（2010年－2017年） - 何代钦（2017年－2021年） - 叶世满（2021年至今） | 闽江学院院长 - 杨斌（2002年－2012年） - 王宗华（2012年－2023年） - 舒继武（2023年至今） |

## 争议
2018年11月11日，闽江学院开始禁止外卖进入校园，学生领取外卖须在学校门口的取餐点领取。与此同时，闽江学院还对部分课程安排以及食堂营业时间稍作调整。由于点餐、取餐不方便，学生大量前往食堂就餐，导致了食堂普遍出现拥挤现象。11月12日晚，部分学生为表达对学校禁止外卖的不满，在宿舍楼集体喊楼示威。但由于学生、外卖商家的不满以及舆论的非议，校方放弃了这条禁令，调整相关政策，在生活区附近开设外卖取餐点。